# Rodrigo Moledo
Rodrigo Moledo, właśc. Rodrigo Modesto da Silva Moledo (ur. 27 października 1987 w Rio de Janeiro) – brazylijski piłkarz, grający najczęściej na pozycji środkowego obrońcy. Od 2024 zawodnik brazylijskiego klubu  Chapecoense.

## Kariera piłkarska

### Kariera klubowa
W 2008 rozpoczął karierę piłkarską w Camboriuense, skąd w następnym roku został zaproszony do União Rondonópolis. Jesienią 2009 krótko występował w Odrze Wodzisław Śląski. Jego kontrakt rozwiązano w listopadzie 2009 roku, ze względu na brak ważnej wizy uprawniającej go do pobytu na terytorium Unii Europejskiej. 
W 2010 przeszedł do Internacionalu. 19 czerwca 2013 za 5 milionów Euro trafił do ukraińskiego Metalista Charków. W grudniu 2013 doznał poważnej kontuzji kolana, która wyeliminowała go z gry na niemal dwa lata. W listopadzie 2014 roku przeszedł operację kolana. W marcu 2015 roku złożył wniosek o rozwiązanie kontraktu z Metalistem z powodu niemal półrocznych zaległości w wypłacie wynagrodzenia. Latem 2015 został piłkarzem Internacionalu. 
Po wygaśnięciu kontraktu, 31 grudnia 2015 roku powrócił do Europy i został piłkarzem Panathinaikosu. W ciągu dwóch lat jako zawodnik PAO stał się czołowym obrońcą ligi greckiej, jednak problemy finansowe jego klubu zmusiły do sprzedaży go w styczniu 2018 za 150 tysięcy euro do SC Internacional.

## Sukcesy i odznaczenia

### Sukcesy klubowe
- mistrz Recopa Sudamericana: 2011
- mistrz Campeonato Gaúcho: 2012, 2013